# Chloropoea fulvaria
Chloropoea fulvaria är en fjärilsart som beskrevs av Butler 1874. Chloropoea fulvaria ingår i släktet Chloropoea och familjen praktfjärilar. Inga underarter finns listade i Catalogue of Life.